# デラウェア (戦艦)
| USS Delaware BB-28 |                                                     |
| 艦歴               |                                                     |
| 発注:              |                                                     |
| 起工:              | 1907年11月11日                                      |
| 進水:              | 1909年2月6日                                        |
| 就役:              | 1910年4月4日                                        |
| 退役:              | 1923年11月10日                                      |
| その後:            | スクラップとして売却                                |
| 性能諸元           |                                                     |
| 排水量:            | 20,380 t                                            |
| 全長:              | 518' 9"                                             |
| 全幅:              | 85' 3"                                              |
| 吃水:              | 27' 4"                                              |
| 機関:              |                                                     |
| 最大速:            | 21ノット                                            |
| 航続距離:          |                                                     |
| 兵員:              | 士官、兵員933名                                     |
| 兵装:              | 12インチ砲10門、5インチ砲14門 21インチ魚雷発射管2門 |
| 航空機:            |                                                     |
| モットー:          |                                                     |

デラウェア(USS Delaware, BB-28)はアメリカ海軍の戦艦。デラウェア級戦艦の1番艦。艦名はアメリカ合衆国1番目の州にちなむ。その名を持つ艦としては6隻目である。

## 艦歴
デラウェアは1907年11月11日にバージニア州ニューポート・ニューズのニューポート・ニューズ造船所で起工し、1909年2月6日にA・P・キャホール夫人（デラウェア州知事の姪）によって命名、進水、1910年4月4日に初代艦長C・A・ゴーヴ大佐の指揮下就役した。
就役後は1910年10月3日から10月9日までデラウェア州ウィルミントンを訪れ、デラウェアは州政府から銀製食器一式の贈呈を受けた。ハンプトン・ローズを11月1日に出航し、デラウェアは大西洋艦隊の第1艦隊に所属、イギリスのウェイマスおよびフランスのシェルブールを訪問した。その後キューバのグアンタナモ湾を経由し1911年1月18日にバージニア州ノーフォークに帰還した。1月31日にはチリの大臣の遺体を運ぶためにバルパライソに向けて出航し、途中ブラジルのリオデジャネイロ、チリのプンタ・アレーナスに寄港した。5月5日にニューヨークに帰還し、6月4日にイギリスのポーツマスに向けて出港、6月19日から28日まで同所に留まりジョージ5世の観閲を受けた。
デラウェアは1912年から1917年まで艦隊と共に訓練演習、水雷演習をマサチューセッツ州ロックポート、プロヴィンスタウンで行い、リンヘヴン・ローズでは特別の射撃訓練を集中して行った。キューバ水域では艦隊演習を行い、夏には士官候補生の訓練巡航を行った。1912年10月14日にはタフト大統領とジョージ・V・L・マイヤー海軍長官の観閲を受け、翌年にはフランスのヴィレフランシュをワイオミング(USS Wyoming, BB-32)、ユタ(USS Utah, BB-31)と共に訪れた。1914年と1916年にはメキシコでの緊張に応じてアメリカ人の生命、財産保護目的でベラクルスに向かった。
ヨーロッパで第一次世界大戦が勃発すると、デラウェアはハンプトン・ローズに帰還しカリブ海での冬季演習と、武装民兵、機関兵の訓練を行い、また戦争に備えた艦隊演習も行った。1917年11月25日にリンヘヴン・ローズを第9艦隊と共に出航し、スコットランドのスカパ・フローへ向かう。北大西洋の悪天候を乗り切りデラウェアは12月14日にイギリス海軍艦隊第6戦隊に合流し、連合軍の作戦行動調整のための演習を行った。
第6戦隊は1918年2月6日に出航し、8隻のイギリス駆逐艦と共にノルウェーに向かう船団の護衛任務に就く。2日後スタヴァンゲル沖を航行中、デラウェアは潜水艦から二度の攻撃を受ける。しかしながら熟練した乗組員たちの活躍で二度とも水雷を回避した。艦隊は2月10日にスカパ・フローに帰還した。デラウェアは3月と4月に再び船団警護に従事し、4月24日に艦隊と共に船団警護の任務に就く第2戦闘巡洋艦隊の強化に配備された。敵との接触は前方に展開した艦のみが行い、戦闘の機会は縮小した。
1918年6月30日から7月2日まで第6戦闘艦隊はイギリス駆逐艦と共に、北海の機雷原を航行するアメリカ船団の護衛に従事した。7月22日、艦隊はロシスでジョージ5世の観閲を受ける。その8日後、デラウェアはアーカンソー(USS Arkansas, BB-33)とその任務を交代し、ハンプトン・ローズへ向かい、8月12日に到着した。
デラウェアは1918年11月12日までヨーク・リバーに留まり、続いてオーバーホールのためにボストン海軍造船所へ向かう。1919年3月11日にデラウェアはキューバ水域で艦隊演習に参加した。4月14日にニューヨークに帰還し、訓練および艦隊演習を継続し、1921年4月28日にはハンプトン・ローズで大統領の観閲式に参加した。その後二度の海軍士官学校生の訓練巡航を行う。1922年6月5日から8月31日までパナマのコロン、フランス領マルティニークおよび他のカリブ海の港、ノバスコシア州ハリファックスなどを訪れた。1923年7月9日から8月29日まではヨーロッパでコペンハーゲン、グリーノック、カディス、ジブラルタルを訪れた。
デラウェアは1923年8月30日にノーフォーク海軍造船所入りし、デラウェアの乗組員はコロラド(USS Colorado, BB-45)へ移乗した。9月にボストン海軍造船所へ移動したデラウェアは兵装が撤去され、1923年11月10日に退役した。デラウェアは1924年2月5日に売却され、ワシントン海軍軍縮条約に従って廃棄された。